# Луго-ди-Виченца
Луго-ди-Виченца (итал. Lugo di Vicenza) — коммуна в Италии, располагается в провинции Виченца области Венето.
Население составляет 3706 человек, плотность населения составляет 265 чел./км². Занимает площадь 14 км². Почтовый индекс — 36030. Телефонный код — 0445.
Покровителем коммуны почитается святой Иоанн Креститель, празднование 24 июня.

## Города-побратимы
- Остра-Ветере, Италия
- Черкьяра-ди-Калабрия, Италия
- Уджано-ла-Кьеза, Италия
- Фоссачезия, Италия